# 拉库韦尔图瓦拉德
拉库韦尔图瓦拉德（法語：La Couvertoirade，法語發音：[la kuvɛʁtwaʁad]）是法国阿韦龙省的一个市镇，属于米约区。

## 地理
拉库韦尔图瓦拉德（43°54'46"N, 3°18'59"E）面积61.91 平方千米，位于法国奧克西塔尼大區阿韦龙省，该省份为法国南部内陆省份，位于法國中央高原南部，北起顺时针与康塔爾省、洛泽尔省、加尔省、埃罗省、塔恩省、塔恩-加龙省和洛特省接壤。
与拉库韦尔图瓦拉德接壤的市镇（或旧市镇、城区）包括：科尔尼斯、洛斯皮塔莱-迪拉尔扎克、楠村、塞尔农河畔圣厄拉利、索克利耶尔、康佩斯特尔和吕克、勒凯拉尔、勒克罗、莱里沃。

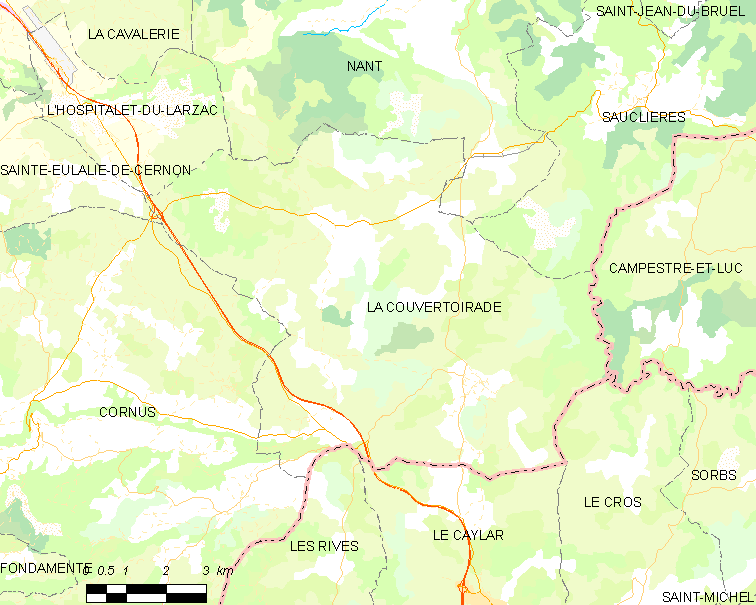
拉库韦尔图瓦拉德的OSM定位图

拉库韦尔图瓦拉德的时区为UTC+01:00、UTC+02:00（夏令时）。

## 行政
拉库韦尔图瓦拉德的邮政编码为12230，INSEE市镇编码为12082。

## 政治
拉库韦尔图瓦拉德所属的省级选区为科斯-鲁日耶县。

## 人口

1962-2008年间拉库韦尔图瓦拉德人口变化图示

拉库韦尔图瓦拉德于2022年1月1日时的人口数量为200人。